# Кокейн, Дэвид
Дэвид Джон Хью Кокейн (англ. David John Hugh Cockayne; 19 марта 1942 — 22 декабря 2010) — английский и австралийский физик. Член Лондонского королевского общества с 1999 года. Основным вкладом в науку Кокейна является развитие метода темнопольной (слаболучевой) просвечивающей электронной микроскопии (ПЭМ) и разработка прецизионного метода дифракции электронов в электронном микроскопе. Был директором подразделения Электронной микроскопии Сиднейского университета (1974—1999) и значительно помог в его развитии. Являлся президентом Международной федерации обществ электронной микроскопии с 2003 по 2007 годы.

## Биография
Дэвид Джон Хью Кокейн родился 19 марта 1942 в Лондоне. Был средним ребёнком в семье Джона Генри Кокейна и Иви Кокейн (в девичестве Хэттон). Его отец был полицейским в Лондоне во время Второй мировой войны, мать работала на почте. Когда Дэвиду было 8 лет, его семья эмигрировала в Австралию, поселившись в городе Джелонг, штат Виктория. Кокейн хорошо учился в школе, поэтому в 1953 году был зачислен в гимназию при Англиканской церкви Джелонга на стипендиальной основе.
В 1961 году Кокейн поступил в Мельбурнский университет, где изучал физику, и закончил его с отличием в 1964 году. Он был первым членом его семьи, получившим высшее образование. На четвёртом году обучения Кокейн посещал курс Дж. Коули по электронной дифракции и после поступления в магистратуру стал работать в научной группе, занимавшейся исследованием дифракционных явлений. Кокейн с отличием закончил магистратуру в Мельбурнском университете и был награждён Конкурсной стипендией профессора Кернота за свою диссертацию. Он также был удостоен стипендии Содружества на получение степени доктора наук в колледже Магдалины в Оксфорде.
В сентябре 1966 Кокейн стал аспирантом на кафедре металлургии в Оксфорде и присоединился к исследовательской группе под руководством доктора М. Дж. Уилана, где занимался изучением изображений дефектов кристаллических решеток, полученных на электронном микроскопе.
В июне 1974 в возрасте 32 лет Кокейн занял пост директора Отдела электронной микроскопии Сиднейского университета. Ему также было присвоено звание доцента. В 1986 году за его выдающиеся заслуги в руководстве подразделением Кокейн был повышен до профессора, а затем в 1992 до заслуженного профессора (профессор физических наук в области электронной микроскопии и микроанализа). Помимо этого, в 1990-х годах Кокейн был назначен в несколько университетских комитетов. В частности, в 1990 году он присоединился к Исследовательскому комитету Сиднейского университета. Стал его председателем в 1994 году и занимал этот пост до своего отъезда в Оксфорд в 2000 году, где стал профессором Физических методов исследования материалов на кафедре Материаловедения, а также продолжил свои исследования. В сентябре 2009 года Кокейн ушел в отставку. Его уходу с должности была посвящена конференция, где присутствовало около сотни делегатов, многие из которых приехали из-за границы (см. Hirsch et al. 2010). Кокейн умер в 2010 году от рака лёгких.

## Научные исследования

### Мельбурнский университет (1961—1966 года)
После поступления в магистратуру Кокейн присоединился к научной группе, занимавшейся исследованиями дифракционных явлений, и принимал участие в усовершенствовании многослоевой теории дифракции электронов и оптимизации работы оборудования для проведения экспериментов в рамках этой теории.
В своей магистерской диссертации «Численные расчеты многолучевого решения задачи о дифракции электронов и их экспериментальная проверка с использованием дифракции в сходящихся пучках» Кокейн достаточно подробно описал развитие многолучевой динамической теории дифракции электронов и привел к виду, удобному для компьютерных расчетов, а также продемонстрировал их высокую точность и хорошее согласие с экспериментом; провёл оценку точности и пригодности различных широко используемых приближений, например, «приближения фазовой решетки»; рассмотрел коэффициент распространения в многолучевой динамической теории.

### Первый Оксфордский период (1966—1974 года)
В Оксфорде Кокейн приступил к разработке методов исследования сильных деформаций вблизи центров дислокаций, так как те, что существовали тогда, не позволяли ответить на некоторые вопросы, в частности, касавшиеся природы ядра дислокации и разделения частичных дислокаций, образованных диссоциацией.
На момент, когда Кокейн начал свою работу, другие исследователи уже получали качественные дифракционные изображения дислокаций в кристаллических решетках различных структур (Parsons & Hoelke 1969). Предполагалась прямая зависимость между положением линий на дифракционной картине и плоскостями кристаллической решетки, и это позволяло изучать искажения, находящиеся рядом с ядром дислокации. Однако в своем теоретическом исследовании Кокейн показал, что не всегда линия дислокации и её искривление имеют взаимно однозначное отношение к распределению плоскостей решетки. Кроме того, изменения в геометрии дифракции вызывают изменения в количестве линий и их искривлении, которые никак не связаны с геометрией плоскости решетки. Проведенный теоретический анализ позже был подтвержден экспериментально.
При расчётах дифракционной картины с учётом как слабо возбуждённых рефлексов, так и сильных Кокейн заметил, что иногда лучи, имеющие низкие интенсивности в областях кристалла, близких к идеальным, являются более интенсивными на небольших участках рядом с дислокациями. При конкретных условиях максимум интенсивности такого луча может соответствовать дислокации, и её положение может быть определено с точностью, которая на порядок выше по сравнению с традиционным сильнолучевым методом электронной микроскопии. В результате данных исследований был разработан темнопольный (слаболучевой) метод, ставший классическим методом изучения сложных дефектных геометрий кристаллических решеток.
Кокейн вместе с коллегами обнаружил, что одним из возможных применений слаболучевой техники анализа является определение энергии дефекта упаковки (γ), и показал это на примере различных кристаллических структур. Другой областью применения разработанного метода стало изучение природы и геометрии небольших дислокационных петель в структуре закаленных или облученных материалов. Также исследования Кокейна во многом помогли выяснить природу дислокаций в полупроводниках.
Таким образом, метод электронной микроскопии, разработанный Кокейном и теоретически, и экспериментально, оказал значимое влияние на понимание структуры и свойств дефектов кристаллических решеток многих материалов и стал рутинным инструментом анализа, широко применяемым во всем мире в настоящий момент.

### Сиднейский университет (1974—2000 года)
Темами исследований Кокейна в данный период были такие, как спинодальное разложение сплавов, изучение структуры тонких пленок, высокотемпературные сверхпроводники, а также анализ контраста изображения в зависимости от дефектов упаковки для фуллеренов, минералов и почв. Однако основное направление его работы сосредоточено на двух областях: (1) изучение снятия напряжения с помощью дислокаций несоответствия в полупроводниковых гетероструктурах, и (2) исследование аморфных материалов с помощью электронной дифракции.

#### Полупроводники
Основное внимание уделялось изучению снятия напряжения за счёт дислокаций несоответствия на границах раздела в полупроводниковых гетероструктурах.
В исследовании с Дж. Цзоу была рассмотрена равновесная конфигурация диссоциации в низко/слабо деформированных одиночных гетероструктурах In0.1Ga0.9As / GaAs с помощью метода электронной микроскопии высокого разрешения (HREM). Было установлено расположение дислокаций несоответствия друг относительно друга.
Цзоу и Кокейн продолжили изучение образования дислокаций несоответствия за счет диссоциированных 60-градусных пронизывающих дислокаций в гетероструктурах с квантовыми колодцами. В другой работе было показано, что принятое условие для критической толщины дислокации, предложенное Мэтьюзом и др., (см. Matthewset al. 1976) нуждалось в модификации в эпитаксиальных слоях с большими несоответствиями, если граница раздела эпитаксиальный слой/подложка была перехвачена во время зарождения расширяющейся петли до достижения ею критического радиуса при самопроизвольном расширении.
В 1997 году Кокейном было проведено исследование профиля состава поверхности гетероструктуры (GaAs/Al0,6Ga0,4As) с использованием нового тогда метода моделирования изображений для сканирующей просвечивающей электронной микроскопии (STEM) высокоуглового кольцевого темного поля (HAADF) и сравнение результатов с так называемым подходом химического картирования Урмазда (см. Ourmazd et al. 1989).
В совместной работе с Чоу Кокейн также исследовал стержневидные дефекты {311} в облученном Si в условиях слабого пучка, вызывающие интерес из-за их связи с временным явлением повышенной диффузии, которое ограничивает миниатюризацию Si-устройств.
В конце 1990-х Кокейн начал программу исследований квантовых точек используя просвечивающую электронную микроскопию (ПЭМ) в условиях многолучевого изображения осей зоны с целью получить информацию о составе, форме и размере квантовых точек, что было важно в определении их оптоэлектронных свойств.

#### Изучение аморфных материалов методом электронной дифракции
Совместно с Д. Р. МакКензи разработал метод дифракции электронов в электронном микроскопе для прецизионного определения функций радиального распределения из малых объёмов аморфного материала (на порядки меньших, чем это было бы возможно для методов, основанных на дифракции рентгеновских лучей или нейтронов).Раннее применение метода было первым доказательством существования тонкопленочного аморфного углерода в аллотропной модификации алмаза.

### Второй Оксфордский период (2000—2010 года)
Кокейн вместе с коллегами исследовал влияние когерентного сходящегося излучения на данные дифракции электронов, полученные из нанообъемов аморфного материала. Результаты показали, что для аморфных образцов диаметром всего 1,2 нм интерференционные эффекты в значительной степени подавлялись отсутствием порядка в аморфных материалах, что позволило для наноразмерных аморфных материалов, изученных с помощью когерентного излучения, использовать методы получения функций радиального распределения из дифракционных данных, полученных для некогерентного излучения.
Данный метод был применен Кокейном и его коллегами для изучения структуры аморфной фазы в материале Ge2Sb2Te5 с быстрым фазовым переходом, потенциально интересным для использования в активном слое запоминающих устройств высокой плотности. В своей статье авторы использовали теорию функционала плотности (DFT) для получения новой модели строительных блоков аморфного Ge2Sb2Te5 и проверили её в сравнении с приведенной функцией плотности, полученной из экспериментальных электронограмм аморфной фазы. Данное исследование является ранним примером использования электронной дифракции вместе с ab initio расчетами для получения многоатомной структуры наноразмерного объёма материала.
До работ группы Кокейна в Сиднее и Оксфорде общепринятым взглядом на способы снятия напряжения в квантовых точках было изменение формы поверхности, легирование и введение дислокаций несоответствия. Однако им и его коллегами было установлено, что сегрегация элементов внутри квантовых точек является важным дополнительным механизмом снятия напряжения.
В результате совместного исследования, проведенного группой Кокейна и Фр. Росс из IBM, была разработана простая полуколичественная модель, объясняющая экспериментально наблюдаемую эволюцию формы и размера когерентных куполообразных островков Ge/Si (001), происходящую во время покрытия их кремнием. Исследование предоставило ценную информацию об атомных процессах, которые определяют размер квантовых точек и, следовательно, их электронные и оптические свойства.
Группой Кокейна, при сотрудничестве с группой из Университета Карлсруэ, были определены положения легирующих атомов редкоземельных элементов на границе раздела между кристаллическим Si3N4 и аморфными межзеренными пленками в поликристаллической керамике. Структурные различия в расположении La и Lu могут быть важны для понимания кинетики прикрепления зерен во время роста, поскольку определяют анизотропию зерен и объемные механические свойства керамики на основе Si3N4.

## Научно-организационная работа в области электронной микроскопии
Кокейн внес значительный вклад в популяризацию, распространение и обучение электронной микроскопии как на национальном, так и на международном уровне. Вместе с профессором Х. Хашимото он продвигал Азиатско-Тихоокеанские конференции и семинары по электронной микроскопии и был генеральным секретарём комитета Азиатско-Тихоокеанских обществ электронной микроскопии (1984—1996). Кокейн также входил в ряд редакционных коллегий журналов и был одним из главных редакторов «Micron» с (1991—2009).
Одной из главной заслуг Кокейна является развитие Отдела электронной микроскопии Сиднейского университета. Отдел был создан в 1958 году с целью обслуживания оборудования для электронной микроскопии, которое имелось в университете. Кокейн стал его вторым директором в 1974. Он помог во многом улучшить условия работы подразделения, в частности, добился выделения большей площади и предоставления постоянного финансирования со стороны университета. Кокейн старался привлечь самих работников отдела к исследовательской деятельности. Он заботился о повышении квалификации технических специалистов и популяризации электронной микроскопии, повышения интереса студентов к науке, поэтому принимал участие в создании различных образовательных программ как для профильных специалистов, так и для учеников школ и школьных учителей. В Отделе часто проводились школьные экскурсии. Помимо этого, была реализована программа «Микроскопы в движении», которая позволила адаптировать сканирующий электронный микроскоп JEOL для демонстрации в различных образовательных учреждениях. Работа Кокейна в качестве директора была высоко оценена в других австралийских университетах, и позже они стали открывать свои собственные подразделения.

## Почести и отличия
- Вице-президент Австралийского института науки и технологий (1985—1987)
- Президент фонда Австралийского общества электронной микроскопии (1986—1988)
- Председатель Национального комитета электронной микроскопии Австралийской академии наук (1986—1994)
- Генеральный секретарь Международной федерации сообществ электронной микроскопии (1995—2002)
- Член Королевского общества (1999)
- Профессор колледжа Линакр Оксфордского университета. Почетный профессор школы физики Сиднейского университета (2000—2009)
- Президент Международной федерации обществ микроскопии (2002—2006)
- Почетный научный сотрудник Австралийского центра микроскопии и микроанализа, Сиднейский университет (2003—2008)
- Почетный профессор Университета науки и технологий, Пекин (Китай) (2005—2010)
- Почетный профессор Технологического университета Ланьчжоу (Китай) (2006—2007)
- Вице-президент Международной федерации обществ микроскопии (2007—2010)
- Медаль Мэсси Великобритании и Австралийского института физики (2009)

## Семья
В 1962 году Кокейн познакомился со своей будущей женой Джоан Керр, которая также училась в Мельбурнском университете, где изучала французский и английский языки. Они поженились в 1967 году в Лондоне. У них родилось трое детей (дочери Софи (1973) и Тэмсин (1975) и сын Джеймс (1977)), а также есть три внука.

## Личные увлечения и интересные факты
После избрания Кокейна членом Лондонского королевского общества, он написал своим школьным преподавателям физики и химии с благодарностями и отметил, что их прекрасная педагогическая работа стала фундаментом для его достижений.
В 2009 году Кокейн опубликовал повесть под названием «Воспоминания», в которой рассмотрены проблемы, с которыми сталкиваются исследователи и учёные в университетской среде. Обсуждаемые темы включают в себя: давление на ученых о необходимости «активного производства публикаций»; важность недвусмысленного представления учеными своих результатов в любой письменной публикации; трудности, возникающие из-за различий в культуре.
С 2000 года Кокейн регулярно писал эссе под названием «Gooday from the UK» для Информационного бюллетеня Австралийского общества микроскопии. За почти десятилетний период опубликовано около 30 статей. Они отражают его мнение о затратах и выгодах от исследований, роли научных конференций, проблемах, с которыми молодые ученые сталкиваются при получении академических должностей, нанотехнологиях, финансировании исследований и этике научных публикаций, а также о более специфичных для электронной микроскопии темах.
В одном из выпусков Кокейн описывает ситуацию, во время которой у пленарного лектора Королевского общества произошел сбой презентации PowerPoint. Лектором был сам Дэвид Кокейн (хотя он не говорит об этом в статье), и именно ему пришлось выступать с докладом о микроскопии без слайдов. Тем не менее, лекция прошла с большим успехом.

## Коллеги о Кокейне
Цитата из заявления профессора Дж. Р. Лоуренса Ученому совету Сиднейского университета после смерти Дэвида:
«Профессор Кокейн тщательно/внимательно направлял дискуссию по этим темам [прим. характера исследований и обучения по нескольким предметным областям], оценивая взаимосвязь между исследованиями и традиционными академическими дисциплинами, а также творческой научной работой по всему спектру доступных в то время новых исследований. Это привело к формированию гораздо более широкой и более удовлетворительной основы, образованной для исследовательской политики и развития в университете»
Профессор Лоуренс о вкладе Кокейна в работу Ученого совета:
«Дэвид был информированным, культурным энтузиастом и ключевым членом команды заместителей председателя Совета, созданной Джоном Маком. Его ясный анализ и выдержка твердо основывались на его преданности высшим академическим интеллектуальным принципам и стандартам. Он действительно заботился и думал об академических исследованиях и преподавании, а также об их важности. Он внес большой вклад в межличностную сплоченность группы и, следовательно, в эффективность Ученого совета и, в конечном итоге, всего университета»
Цитата сэра П. Хирша, автора биографической статьи о Кокейне:
«В лекции („Овация Джорджа Адлингтона Сайма 1960“), озаглавленной „Образование цивилизованного человека“ в Королевском австралазийском колледже хирургов в 1960 году, Дж. Р. Дарлинг, который был руководителем Дэвида в гимназии Джелонга, назвал цивилизованного человека „чувствительным, широким в своих интересах, терпимым и вместе с тем смелым, интеллектуальным и сильным в своих принципах“ (Darling 1960). Это прекрасно описывает Дэвида»
В письме к Джоан Кокейн после смерти Дэвида президент Китайского общества электронных микроскопистов профессор Цзэ Чжан и его генеральный секретарь профессор Сяодун Хан отметили, что Кокейн внес значительный вклад в общество и развитие китайской электронной микроскопии.

Перед отъездом Кокейна Новости Сиднейского университета дали такой комментарий:
«С тех пор, как Дэвид пришел, Отдел электронной микроскопии превратился в то, что можно описать как „жемчужина“ университета» (см. Ratinac 2008)